# Zoolo TV
Zoolo TV fue un bloque de programación infantil chileno transmitido por Mega en el que se emitieron diversas series y dibujos animados. El programa además incluía secciones de concursos, canto y bailes. En su primer año, se emitió de lunes a viernes en horario vespertino. Al año siguiente, sumó emisiones durante los sábados. En 2001, pasaría a emitirse tanto en la mañana como en la tarde.

## Historia
En medio de la irrupción de las series animadas extranjeras, Megavisión (actualmente Mega) decidió crear en abril de 1999 un espacio infantil donde podía incluir a las producciones de Warner Bros., como Pinky y Cerebro o Animaniacs y el exitoso animé japonés Dragon Ball en un mismo bloque. Fue así como aquel año se lanzó al aire Zoolo TV, programa conducido por Arturo Walden Rodríguez, más conocido como "El Kiwi", quien en compañía de varios títeres presentaban los distintos segmentos.
Sin embargo, con el paso de los programas, tanto el "Kiwi" como los personajes del Zoolo TV comenzaron a ganar protagonismo, ya que eran de todo gusto de los niños. Fue así como el chancho Arnold Mortadela, los ratones Ronco y Marambio o la vaquita Aurora se convirtieron en lo más destacado del espacio infantil. Entre quienes interpretaron las voces de los títeres, podemos destacar a Renata Bravo (voz oveja Lala y la perrita Cindy López), Helvecia Viera (voz vaquita Aurora), Kurt Carrera, Rodrigo González como el Tío Maxwell y León Murillo, quien además oficiaba de libretista. Onell López Campos, era director creativo, guionista y le daba vida con su voz a personajes como: Mortadela, el profesor Qué Pasa, el conejo Asonbroso, al mono DJ, en la segunda y más larga temporada  la creación de los Personajes y títeres,  estaban  a cargo del reconocido actor, titiritero y fabricante de Corpóreos Ariel Martínez Díaz  de www.corporeos.cl   
A finales de 2003, la dirección ejecutiva de Mega decide no renovar el contrato del "Kiwi", aludiendo a que "su presencia era innecesaria" y "tampoco era fuerte entre los niños".  Además, y pese a tener buenos números de audiencia, el programa fue calificado por uno de los ejecutivos como “bobo” y poco inteligente en comparación al incipiente 31 minutos de TVN.
En marzo de 2004, asume la conducción del programa Catalina Palacios, quien ya había sido parte del programa en la temporada anterior animando un segmento llamado "Zoogeneración".  En un renovado formato, y ya sin la presencia del Kiwi y ni los títeres, se estrenan bloques como "Planeta KeZoo", "Los Profesionales" y "Noche Cliché", además de la miniserie BKN.

## Disco
Bajo el sello Universal Music Chile, se lanza un disco el año 2003. Consta de trece canciones:
- 1- Presentación
- 2- Water (Ratón Serafín)
- 3- Escrupurulu (Castor Escrupurulu)
- 4- Pañales (Mono Duba)
- 5- Niño caos (Todos)
- 6- Mamadera (Elefante Paquito)
- 7- Maldito helatido (Jimi)
- 8- Gata light (Gatalina)
- 9- Herencia (Todos)
- 10- Aburrido (Todos)
- 11- A bañarse (Arnold)
- 12- Cumpleaños (Harry Show)
- 13- Despedida

## Shows emitidos

### 1999
- Animaniacs
- Pinky y cerebro
- Oye Arnold
- Rugrats
- Los Picapiedra
- Mandibulín
- La vida moderna de Rocko
- Dragon Ball Z

### 2000
- Monster Rancher
- Doctor Slump
- Dragon Ball
- Max Steel
- Los Picapiedra
- Mandibulín
- Dragon Ball Z
- Dragon Ball GT
- Gasparín (domingo)
- KaBlam!
- Power Rangers
- La vida moderna de Rocko
- CatDog
- Pinky, Elvira y Cerebro

### 2001
- Los Picapiedra
- Mandibulín
- Tiny Toons
- Oye Arnold
- Los Thornberrys
- Rugrats
- Animaniacs
- El chavo del 8 (Bloque vespertino)

### 2002
- Los Thornberrys
- Rocket Power
- Rugrats
- Oye Arnold
- Power Rangers
- Tiny Toons
- Dragon Ball
- Dragon Ball Z

### 2003
- Rugrats
- Oye Arnold
- Bob Esponja
- Dragon Ball Z
- Dragon Ball GT
- Zona Tiza
- Samurai Jack (temporadas 1-4)
- ¡Qué Historia tan maravillosa!
- El escuadrón del tiempo
- Yu-Gi-Oh!
- El laboratorio de Dexter
- Johnny Bravo
- Soy la Comadreja
- La vaca y el pollito
- Las Chicas Superpoderosas
- Power Rangers

### 2004
- Bob Esponja (temporada 3)
- Dragon Ball Z
- Yu-Gi-Oh!
- Jimmy Neutrón
- Los pequeños Looney Tunes
- Oh Yeah! Cartoons
- Zona Tiza
- Power Rangers
- ¡Mucha Lucha!
- Scooby Doo (sábado)

### 2005
- Bob Esponja
- Dragon Ball Z
- Yu-Gi-Oh!
- Power Rangers
- Rugrats
- Rugrats crecidos
- Oh Yeah! Cartoons
- Investigadores de fantasmas (viernes)
- BraveStarr
- La Pequeña Lulú
- El nuevo show del Pájaro Loco
- Los Thornberrys

### 2006
- Bob Esponja
- Dragon Ball
- Dragon Ball Z
- Kaleido Star
- ¡Oye, Arnold!
- Rugrats
- Rugrats crecidos
- Danny Phantom
- KND: Los chicos del barrio
- Los X
- ¡Qué Historia tan maravillosa!
- Samurai Jack
- Zona Tiza
- La vaca y el Pollito
- Soy la Comadreja
- Hi Hi Puffy AmiYumi
- El Escuadrón de Tiempo
- Bumpy y sus Amigos
- La Pequeña Lulú
- El nuevo show del pájaro loco
- La robot adolescente
- Las Chicas Superpoderosas
- El laboratorio de Dexter
- Johnny Bravo

### 2007
- Kappa Mikey
- Los misterios del oráculo
- El nuevo show del Pájaro Loco
- Dientes de lata
- Wild C.A.T.s
- Bob Esponja
- Hi Hi Puffy AmiYumi
- Megas XLR
- Caballos encantados
- Static Shock
- Las increíbles aventuras de Team Galaxy
- El Chavo animado
- Dora, la exploradora
- Los Grafitos
- Rugrats Crecidos
- Monster Allergy
- Hombres de negro: la serie animada
- Ser Ian
- Fuego Salvaje
- Avatar: la leyenda de Aang
- Oye Arnold
- Los padrinos mágicos
- Go, Diego, Go!

### 2008
- El Chavo animado
- Ser Ian
- Hombres de negro: la serie animada
- Caballos encantados
- Rugrats Crecidos
- Transformers Animated
- Fuego Salvaje
- Bob Esponja
- Monster Allergy
- Go, Diego, Go!
- El nuevo show del Pájaro Loco
- Locos dieciséis
- Oye, Arnold
- Static Shock
- Avatar: la leyenda de Aang
- Hi Hi Puffy AmiYumi
- Las increíbles aventuras de Team Galaxy
- Kappa Mikey
- Dora, la exploradora
- Los Grafitos

### 2009
- Rugrats Crecidos
- Los sábados secretos
- Kappa Mikey
- Transformers Animated
- Hombres de negro: la serie animada
- Ser Ian
- Los pingüinos de Madagascar
- El Chavo animado
- Locos dieciséis
- Monster Allergy